# 张铫
张铫，河南偃师人，是一名清朝政治人物。舉人出身。
张铫曾于1645年任松江府知府一职，1646年由傅世烈接任。